# Greven (Mecklenburg)
Greven ist eine Gemeinde im Landkreis Ludwigslust-Parchim in Mecklenburg-Vorpommern (Deutschland). Sie wird vom Amt Boizenburg-Land mit Sitz in der nicht amtsangehörigen Stadt Boizenburg/Elbe verwaltet.

## Geografie
Die Gemeinde Greven befindet sich an der Bundesstraße 195 zwischen den Städten Zarrentin am Schaalsee und Boizenburg an der Landesgrenze zu Schleswig-Holstein. Durch die Gemeinde fließen die Boize und der Mühlenbach in südlicher Richtung zur Sude und Elbe. Auf dem Gemeindegebiet befindet sich die mit 103 Metern höchste Erhebung der Granziner Heidberge.
Umgeben wird Greven von den Nachbargemeinden Gallin im Nordosten, Vellahn im Osten, Bengerstorf im Südosten, Gresse im Süden, Schwanheide im Südwesten, Bröthen im Westen sowie Langenlehsten im Nordwesten.
Zu Greven gehören die Ortsteile Greven, Leisterförde, Granzin (früher: Granzin bei Boizenburg), Lüttenmark und Sternsruh.

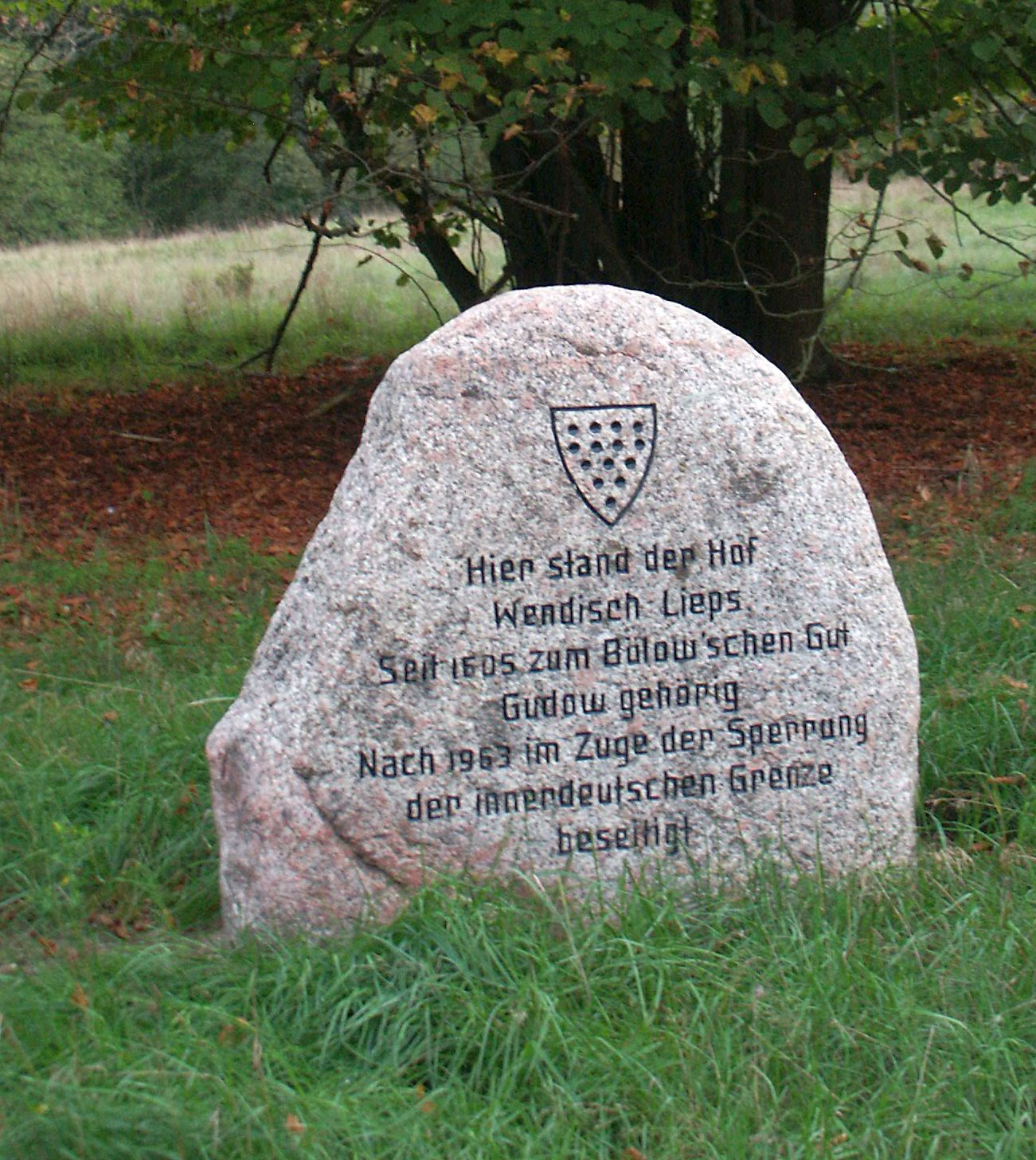
Gedenkstein Wendisch Lieps

Der im Gemeindegebiet gelegene und historisch zum Gut Gudow gehörende Hof Wendisch Lieps wurde im Zuge der Befestigung der Innerdeutschen Grenze geschleift; er ist heute eine Wüstung.

## Geschichte
Granzin, Lüttenmark und Leisterförde sind bereits im Ratzeburger Zehntregister aus dem Jahre 1230 als Dörfer des Landes Boizenburg aufgeführt. Da Granzin als erster Ort verzeichnet wird, ist es schon damals Kirchdorf gewesen. Urkundlich genannt wird die dem heiligen Martin geweihte und zur Diözese Ratzeburg gehörende Kirche jedoch erst im Jahre 1335. Während der Lübecker Fehde 1505 wurde die Kirche zerstört, aber noch im gleichen Jahr unter dem Ratzeburger Bischof Johannes von Parkentin als einfacher Holzbau wieder errichtet.
Ob Greven ebenfalls im Ratzeburger Zehntregister erwähnt wird, ist schwer zu entscheiden: Der entsprechende Eintrag ist verwischt und kann sowohl Gerum (Gehrum) als auch Gervin gelesen werden.
Am 1. Juli 1950 wurde die bisher eigenständige Gemeinde Granzin bei Boizenburg eingegliedert.
Wendisch Lieps wiederum war ein Lehn, welches bei den letzten Erfassungen der mecklenburgischen Güter-Adressbüchern etwa 195 ha Fläche auswies. Letzte Inhaber waren der Fideikommissherr auf Gudow, Friedrich Werner Ottokar Ulrich von Bülow (1872–1915), lauenburgischer Erblandmarschall und Rittmeister in einem Husaren-Regiment, verheiratet mit der Offizierstochter Henriette von Döring. Erbe der Titel und Besitzungen wurde der älteste Sohn Friedrich Werner von Bülow-Gudow sowie ihm gleichgestellt der Bruder Hennecke Dietrich von Bülow (1908–1941).

## Politik

### Gemeindevertretung und Bürgermeister
Der Gemeinderat besteht (inkl. Bürgermeister) aus neun Mitgliedern. Bei der Wahl zum Gemeinderat am 26. Mai 2019 erreichte die CDU 100 % der Stimmen und somit alle Gemeinderatssitze.
Bürgermeister der Gemeinde ist Harald Elgeti, er wurde mit 67,65 % der Stimmen gewählt.

### Dienstsiegel
Die Gemeinde verfügt über kein amtlich genehmigtes Hoheitszeichen, weder Wappen noch Flagge. Als Dienstsiegel wird das kleine Landessiegel mit dem Wappenbild des Landesteils Mecklenburg geführt. Es zeigt einen hersehenden Stierkopf mit abgerissenem Halsfell und Krone und der Umschrift „GEMEINDE GREVEN • LANDKREIS LUDWIGSLUST-PARCHIM“.

## Sehenswürdigkeiten
Die Baudenkmale der Gemeinde sind in der Liste der Baudenkmale in Greven aufgeführt.

### Dorfkirche Greven
Der Großherzog von Mecklenburg ließ 1905–06 eine einst an dieser Stelle befindliche Fachwerkkirche oder -kapelle aus dem 17. Jahrhundert durch das neugotische Kirchengebäude mit seinem 34 Meter hohen schlanken Turm ersetzen. Aus dem Vorgängerbau sind zwei geschnitzte, lebensgroße Heiligenfiguren aus dem 15. Jahrhundert und ein Kruzifix aus dem 14. Jahrhundert erhalten. Der Altaraufsatz befindet sich als Leihgabe der Kirchengemeinde im wiederaufgebauten Kirchenschiff der ehemaligen Dorfkirche Dargelütz im Freilichtmuseum Klockenhagen in Ribnitz-Damgarten.
Die heutige Kirche ist ein neuromanischer Ziegelbau mit kreuzförmigem Grundriss. Die beiden Kirchenglocken wurden nach dem Zweiten Weltkrieg neu angeschafft. Heute steht die Kirche vor dem Verfall und befindet sich auf der Liste gefährdeter Dorfkirchen in Mecklenburg.

### St.-Martin-Kirche Granzin
Backsteinbau im klassizistischen Baustil, der Fachwerkturm, der keine Verbindung zur Hallenkirche hat, stammt noch von der vormaligen Fachwerkkirche. Diese wurde im 17. Jahrhundert abgerissen, nur der Fachwerkturm blieb erhalten. Auf der großen Empore befindet sich eine alte Frieseorgel aus dem 19. Jahrhundert. Die Kirche besitzt zwei Bronzeglocken, die aus dem Mittelalter stammen. Eine der Glocken wurde im Jahr 1409 gegossen, die andere aus dem Jahr 1510 wurde durch den bekannten Glockengießermeister Heinrich von Campe gegossen.

### Kapelle in Lüttenmark
Kapelle aus dem 17. Jahrhundert im Fachwerkstil. Ein einfacher Fachwerkbau mit der Grundfläche eines länglichen Viereck.
Der Turm befindet sich an der Westseite, in diesem befindet sich eine 1957 erworbene Metallglocke.

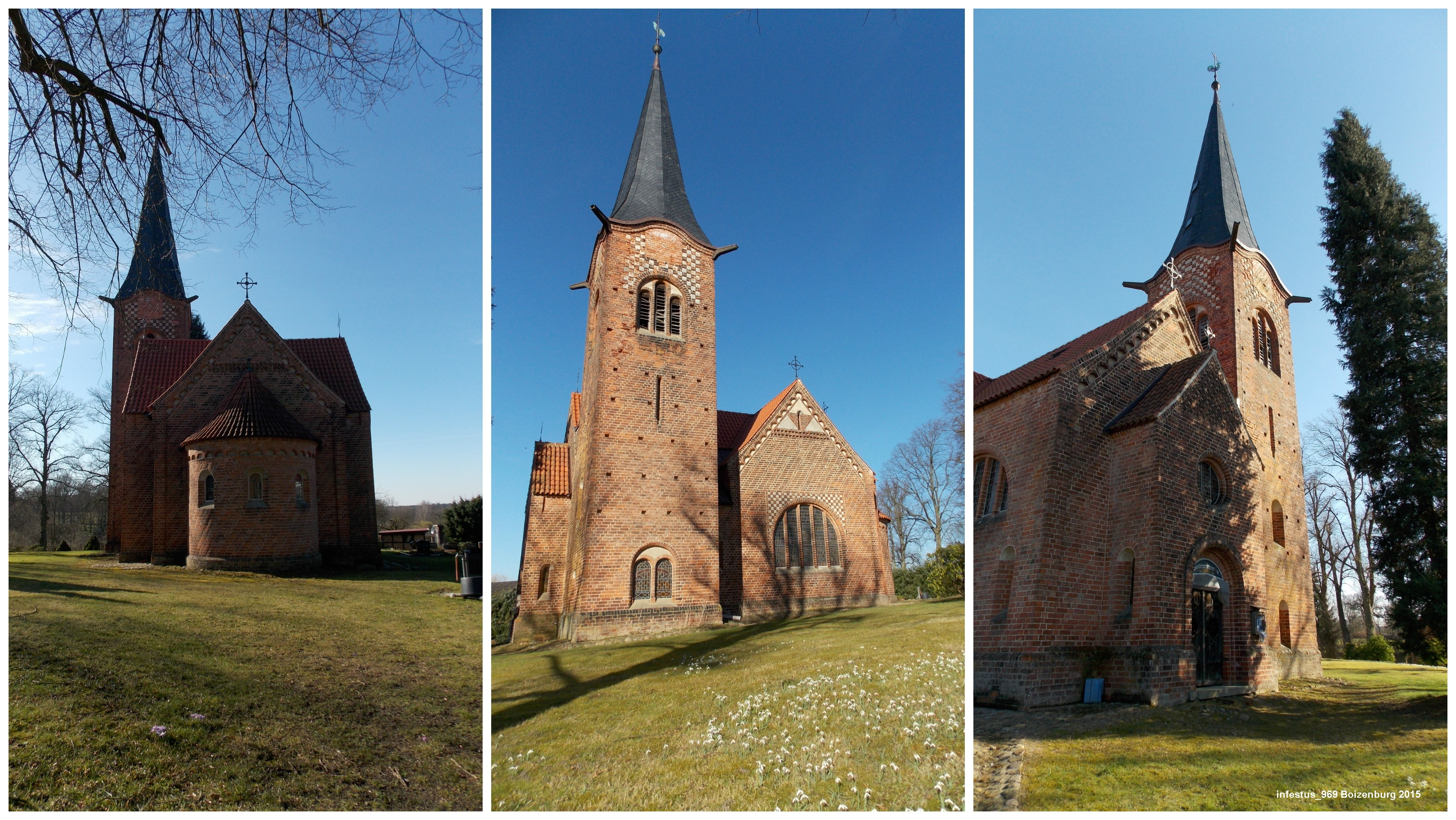
Dorfkirche Greven
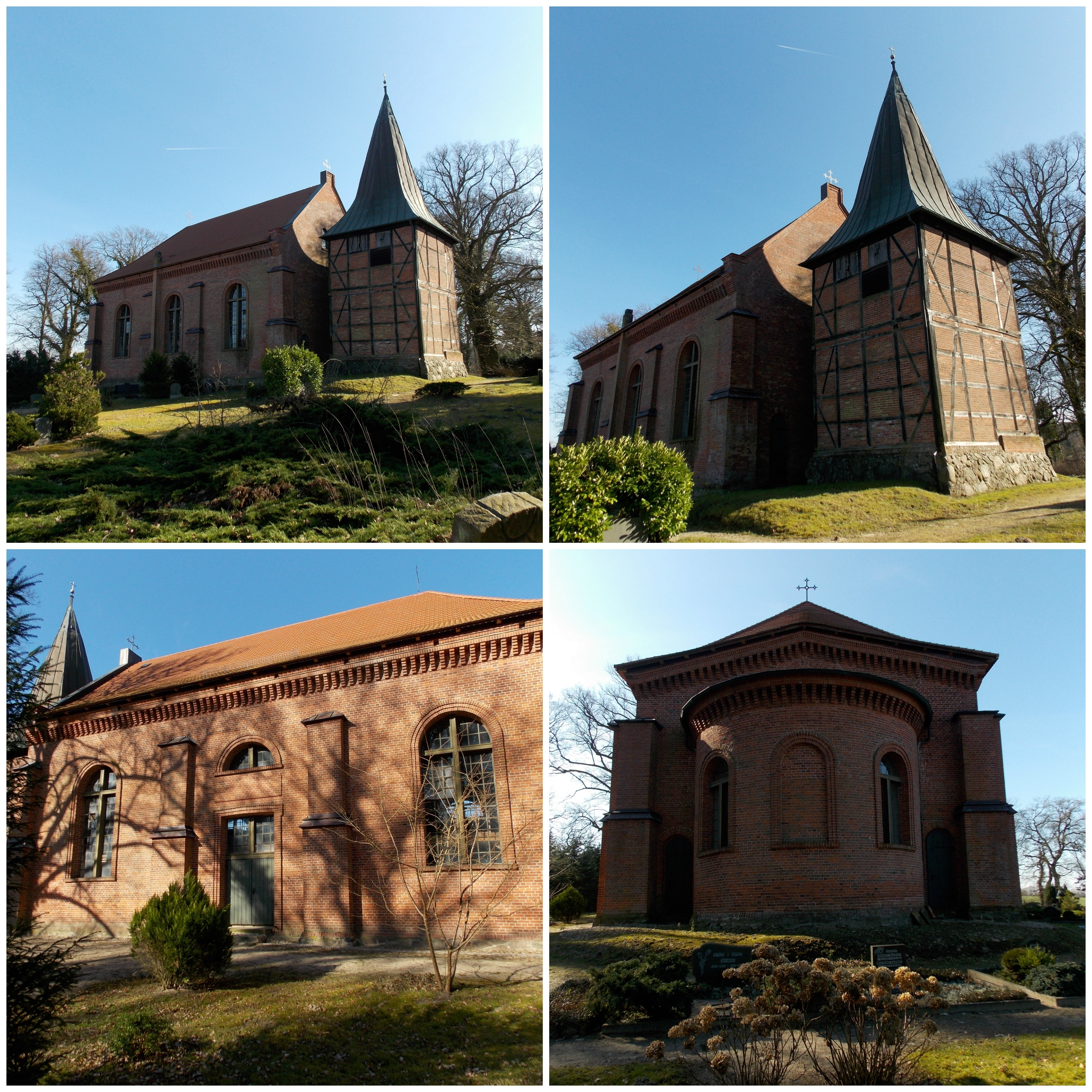
St.-Martin-Kirche Granzin
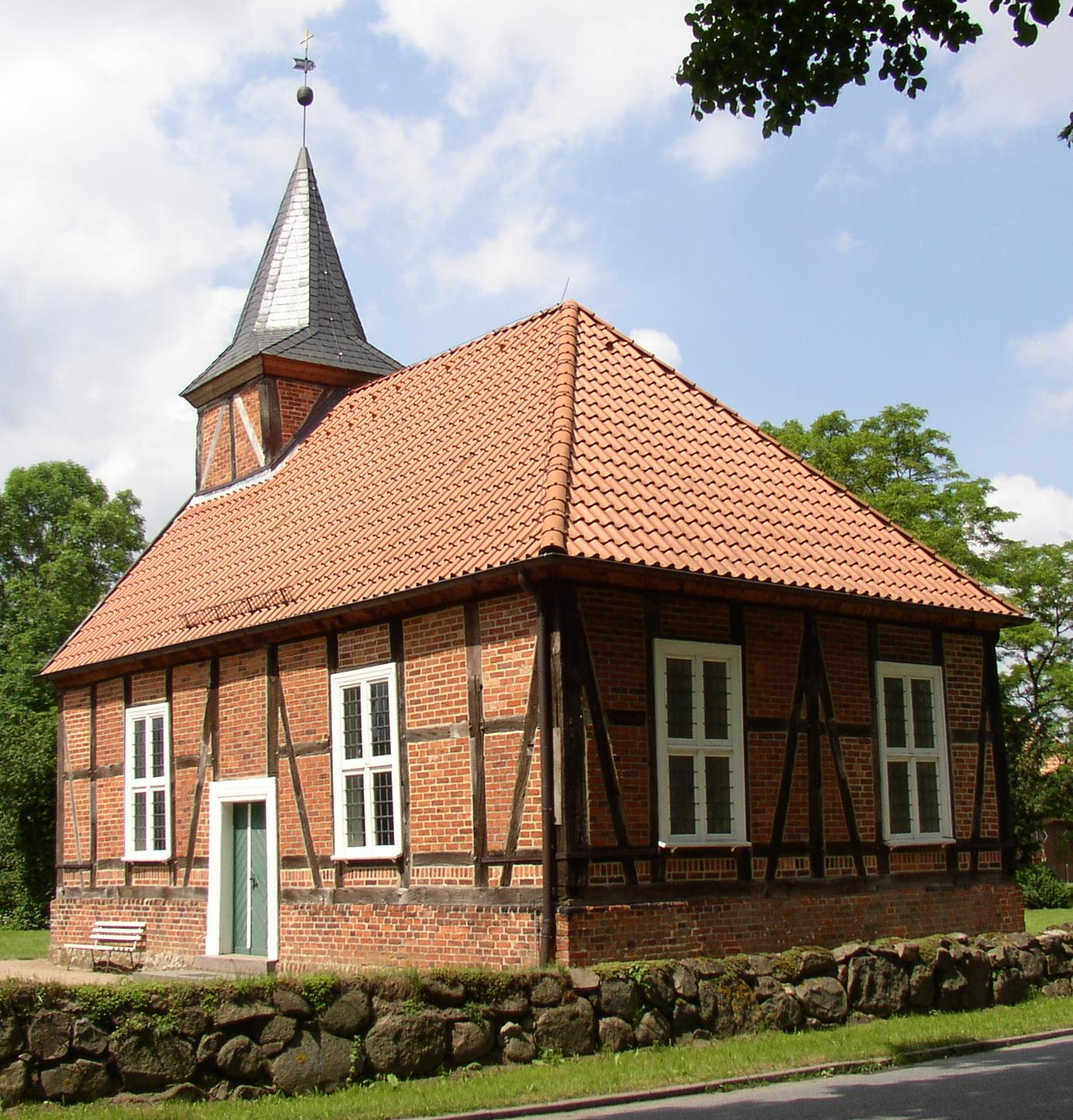
Kapelle Lüttenmark